# فهيد الديحاني
فهيد الديحاني (11 أكتوبر 1966 -)،هو كويتي محترف في رياضة الرماية وضابط في الجيش الكويتي. وُلد في مدينة الكويت.

## النشأة والبدايات
ولد فهيد الديحاني في مدينة الكويت ونشأ في أسرة كويتية تهتم بالقيم العسكرية والتقاليد. التحق بالجيش الكويتي في سن مبكرة وتدرج في الرتب حتى أصبح عقيد. كان التزامه العسكري موازيًا لشغفه بالرياضة وخاصة الرماية.
بدأ الديحاني ممارسة الرماية في ثمانينيات القرن العشرين، وأظهر مهارات فائقة في مسابقات الرماية الترابية والمزدوجة، حيث تلقى تدريبات مكثفة داخل الكويت وخارجها. لاحقاً، شارك في بطولات إقليمية ودولية مثل بطولات الاتحاد الدولي للرماية، وبرز اسمه كأحد المرشحين الدائمين للمنصات.  

## المسيرة الأولمبية
فاز الديحاني بالميدالية البرونزية في مسابقة الحفرة المزدوجة للرجال ضمن الألعاب الأولمبية الصيفية 2000، ليصبح أول كويتي يفوز بميدالية أولمبية برونزية.
كما فاز بميدالية برونزية أخرى في مسابقة الحفرة الأولمبية للرجال في الألعاب الأولمبية الصيفية 2012.
في الألعاب الأولمبية الصيفية 2016، شارك الديحاني بصفته "رياضيًا أولمبيًا مستقلًا" بسبب حظر اللجنة الأولمبية الدولية للكويت. دعا الديحاني إلى استقالة المسؤولين الكويتيين المسؤولين عن الحظر، ورفض حمل العلم الأولمبي خلال مراسم الافتتاح.
فاز الديحاني بالميدالية الذهبية في مسابقة الحفرة المزدوجة بعد تفوقه على الإيطالي ماركو إنوشنتي، ليصبح أول رياضي مستقل وأول كويتي يفوز بالميدالية الذهبية. وصرّح بأن الميدالية تمثل أفضل رد على من أبعدوا علم الكويت عن منصات التتويج، وأكد أن الجميع كانوا ينادونه "فهيد الكويتي"، وأن الميدالية سترفع اسم الكويت: "لم أُمثل اللجنة الأولمبية، بل مثّلت الكويت."

## التكريم والجوائز
حصل الديحاني على عدة أوسمة وتكريمات، منها:
- وسام الاستحقاق من الدرجة الأولى من أمير الكويت بعد فوزه الذهبي في 2016.[15]
- تكريم من الهيئة العامة للرياضة واللجنة الأولمبية الكويتية بعد كل مشاركة أولمبية.[16]
- تم إطلاق اسمه على ميادين للرماية ومرافق رياضية في الكويت.

## الاعتزال والعودة
أعلن الديحاني اعتزاله في عام 2018 بعد مسيرة حافلة.
وفي 28 أغسطس 2023، أعلن عبر حسابه في إنستغرام عن عودته للمنافسات الدولية استجابةً لنداء أحمد النواف الأحمد الصباح رئيس وزراء الكويت، ونداء وطن.

## تأثيره وإرثه
ترك الديحاني أثراً بارزاً في تاريخ الرياضة الكويتية والعربية، وأصبح رمزًا للرياضي الذي لم يستسلم للظروف، وتمكن من تحقيق المجد الأولمبي رغم التحديات، خاصة في دورة 2016، التي اعتبرها كثيرون رمزاً للإصرار الوطني في وجه المعوقات السياسية.

## مشاركات أولمبية
| نتائج المشاركات الأولمبية | نتائج المشاركات الأولمبية | نتائج المشاركات الأولمبية | نتائج المشاركات الأولمبية | نتائج المشاركات الأولمبية | نتائج المشاركات الأولمبية |       |       |
| الحدث                     | 1992                      | 1996                      | 2000                      | 2004                      | 2012                      | 2016  |       |
| ------------------------- | ------------------------- | ------------------------- | ------------------------- | ------------------------- | ------------------------- | ----- | ----- |
| الحفرة (مختلط)            | 29 140                    | Not held                  | Not held                  | Not held                  | Not held                  |       |       |
| الحفرة (رجال)             | Not held                  | 20 119                    | —                         | —                         | برونز · 124+21+4          |       |       |
| الحفرة المزدوجة (رجال)    | Not held                  | العاشر 136                | برونز · 141+45            | الثامن 134                | الرابع 140+45+1           | الأول | ذهبية |

## روابط خارجية
- فهيد الديحاني على موقع الاتحاد الدولي (الإنجليزية)
- فهيد الديحاني على موقع اللجنة الأولمبية الدولية (الإنجليزية)
- فهيد الديحاني على موقع أوليمبيديا (الإنجليزية)